# Формула-1 — Гран-прі Італії 2022
Гран-прі Італії 2022 (офіційно — Formula 1 Pirelli Gran Premio d'Italia 2022) — автоперегони чемпіонату світу з Формули-1, які відбулися 11 вересня 2022 року. Гонка була проведена на автодромі Монца у Монці (Італія). Це шістнадцятий етап чемпіонату світу і дев'яносто друге Гран-прі Італії в історії.
Переможцем гонки став нідерландець Макс Ферстаппен (Ред Булл — RBPT). Друге місце посів Шарль Леклер (Феррарі), а третє — Джордж Расселл (Мерседес).
Чинним переможцем гонки був Данієль Ріккардо, який у 2021 році виступав за команду Макларен.

## Положення у чемпіонаті перед гонкою
| Місце   | Пілот               | Очки |
| ------- | ------------------- | ---- |
| 1       | Макс Ферстаппен     | 310  |
| 2       | Шарль Леклер        | 201  |
| 3       | Серхіо Перес        | 201  |
| 4       | Джордж Расселл      | 188  |
| 5       | Карлос Сайнс (мол.) | 175  |
| Джерело |                     |      |

| Місце   | Конструктор         | Очки |
| ------- | ------------------- | ---- |
| 1       | Ред Булл — RBPT     | 511  |
| 2       | Феррарі             | 376  |
| 3       | Мерседес            | 346  |
| 4       | Альпін — Рено       | 125  |
| 5       | Макларен — Мерседес | 101  |
| Джерело |                     |      |

## Шини
Під час гран-прі було дозволено використовувати шини Pirelli C2, C3 і C4 (hard, medium і soft).
| Hard | Medium | Soft |
| ---- | ------ | ---- |

## Розклад
| Дата            | Подія           | Час           |
| --------------- | --------------- | ------------- |
| 9 вересня 2022  | Вільний заїзд 1 | 15:00 — 16:00 |
| 9 вересня 2022  | Вільний заїзд 2 | 18:00 — 19:00 |
| 10 вересня 2022 | Вільний заїзд 3 | 14:00 — 15:00 |
| 10 вересня 2022 | Кваліфікація    | 17:00 — 18:00 |
| 11 вересня 2022 | Гонка           | 16:00 — 18:00 |
| Джерело         |                 |               |

## Вільні заїзди
| Сесія | Лідер               | Конструктор     | Ш | Час      | Джерело |
| ----- | ------------------- | --------------- | - | -------- | ------- |
| 1     | Шарль Леклер        | Феррарі         | P | 1:22.410 | [ 4 ]   |
| 2     | Карлос Сайнс (мол.) | Феррарі         | P | 1:21.664 | [ 5 ]   |
| 3     | Макс Ферстаппен     | Ред Булл — RBPT | P | 1:21.252 | [ 6 ]   |

## Кваліфікація
| Місце                                   | №  | Пілот               | Конструктор             | Частина 1 | Частина 2 | Частина 3 | Старт |
| --------------------------------------- | -- | ------------------- | ----------------------- | --------- | --------- | --------- | ----- |
| 1                                       | 16 | Шарль Леклер        | Феррарі                 | 1:21.280  | 1:21.208  | 1:20.161  | 1     |
| 2                                       | 1  | Макс Ферстаппен     | Ред Булл — RBPT         | 1:20.922  | 1:21.265  | 1:20.306  | 7     |
| 3                                       | 55 | Карлос Сайнс (мол.) | Феррарі                 | 1:21.348  | 1:20.878  | 1:20.429  | 18    |
| 4                                       | 11 | Серхіо Перес        | Ред Булл — RBPT         | 1:21.495  | 1:21.358  | 1:21.206  | 13    |
| 5                                       | 44 | Льюїс Гамільтон     | Мерседес                | 1:22.048  | 1:21.708  | 1:21.524  | 19    |
| 6                                       | 63 | Джордж Расселл      | Мерседес                | 1:21.785  | 1:21.747  | 1:21.542  | 2     |
| 7                                       | 4  | Ландо Норріс        | Макларен — Мерседес     | 1:22.130  | 1:21.831  | 1:21.584  | 3     |
| 8                                       | 3  | Данієль Ріккардо    | Макларен — Мерседес     | 1:22.139  | 1:21.855  | 1:21.925  | 4     |
| 9                                       | 10 | П'єр Гаслі          | Альфа Таурі — RBPT      | 1:22.010  | 1:22.062  | 1:22.648  | 5     |
| 10                                      | 14 | Фернандо Алонсо     | Альпін — Рено           | 1:22.089  | 1:21.861  | -         | 6     |
| 11                                      | 31 | Естебан Окон        | Альпін — Рено           | 1:22.166  | 1:22.130  |           | 14    |
| 12                                      | 77 | Вальттері Боттас    | Альфа Ромео — Феррарі   | 1:22.254  | 1:22.235  |           | 15    |
| 13                                      | 45 | Нік де Вріс         | Вільямс — Мерседес      | 1:22.567  | 1:22.471  |           | 8     |
| 14                                      | 24 | Чжоу Гуаньюй        | Альфа Ромео — Феррарі   | 1:22.003  | 1:22.577  |           | 9     |
| 15                                      | 22 | Юкі Цунода          | Альфа Таурі — RBPT      | 1:22.020  | -         |           | 20    |
| 16                                      | 6  | Ніколас Латіфі      | Вільямс — Мерседес      | 1:22.587  |           |           | 10    |
| 17                                      | 5  | Себастьян Феттель   | Астон Мартін — Мерседес | 1:22.636  |           |           | 11    |
| 18                                      | 18 | Ленс Стролл         | Астон Мартін — Мерседес | 1:22.748  |           |           | 12    |
| 19                                      | 20 | Кевін Магнуссен     | Хаас — Феррарі          | 1:22.908  |           |           | 16    |
| 20                                      | 47 | Мік Шумахер         | Хаас — Феррарі          | 1:23.005  |           |           | 17    |
| 107 % від лідера першої сесії: 1:26.586 |    |                     |                         |           |           |           |       |
| Джерело:                                |    |                     |                         |           |           |           |       |

## Гонка
| Місце                                                                            | №  | Пілот               | Конструктор             | Кола | Час/причина сходу | Старт | Очки |
| -------------------------------------------------------------------------------- | -- | ------------------- | ----------------------- | ---- | ----------------- | ----- | ---- |
| 1                                                                                | 1  | Макс Ферстаппен     | Ред Булл — RBPT         | 53   | 1:20:27.511       | 7     | 25   |
| 2                                                                                | 16 | Шарль Леклер        | Феррарі                 | 53   | +2.446            | 1     | 18   |
| 3                                                                                | 63 | Джордж Расселл      | Мерседес                | 53   | +3.405            | 2     | 15   |
| 4                                                                                | 55 | Карлос Сайнс (мол.) | Феррарі                 | 53   | +5.061            | 18    | 12   |
| 5                                                                                | 44 | Льюїс Гамільтон     | Мерседес                | 53   | +5.380            | 19    | 10   |
| 6                                                                                | 11 | Серхіо Перес        | Ред Булл — RBPT         | 53   | +6.091            | 13    | 9    |
| 7                                                                                | 4  | Ландо Норріс        | Макларен — Мерседес     | 53   | +6.207            | 3     | 6    |
| 8                                                                                | 10 | П'єр Гаслі          | Альфа Таурі — RBPT      | 53   | +6.396            | 5     | 4    |
| 9                                                                                | 45 | Нік де Вріс         | Вільямс — Мерседес      | 53   | +7.122            | 8     | 2    |
| 10                                                                               | 24 | Чжоу Гуаньюй        | Альфа Ромео — Феррарі   | 53   | +7.910            | 9     | 1    |
| 11                                                                               | 31 | Естебан Окон        | Альпін — Рено           | 53   | +8.323            | 14    |      |
| 12                                                                               | 47 | Мік Шумахер         | Хаас — Феррарі          | 53   | +8.549            | 17    |      |
| 13                                                                               | 77 | Вальттері Боттас    | Альфа Ромео — Феррарі   | 52   | +1 коло           | 15    |      |
| 14                                                                               | 22 | Юкі Цунода          | Альфа Таурі — RBPT      | 52   | +1 коло           | 20    |      |
| 15                                                                               | 6  | Ніколас Латіфі      | Вільямс — Мерседес      | 52   | +1 коло           | 10    |      |
| 16                                                                               | 20 | Кевін Магнуссен     | Хаас — Феррарі          | 52   | +1 коло           | 16    |      |
| Схід                                                                             | 3  | Данієль Ріккардо    | Макларен — Мерседес     | 45   | Витік масла       | 4     |      |
| Схід                                                                             | 18 | Ленс Стролл         | Астон Мартін — Мерседес | 39   | Двигун            | 12    |      |
| Схід                                                                             | 14 | Фернандо Алонсо     | Альпін — Рено           | 31   | Тиск води         | 6     |      |
| Схід                                                                             | 5  | Себастьян Феттель   | Астон Мартін — Мерседес | 10   | Двигун            | 11    |      |
| Найшвидше коло: Серхіо Перес (Ред Булл — RBPT) — 1:24.030, поставлене на 46 колі |    |                     |                         |      |                   |       |      |
| Джерело:                                                                         |    |                     |                         |      |                   |       |      |

## Положення у чемпіонаті після гонки
| Місце   | Пілот               | Очки |
| ------- | ------------------- | ---- |
| 1       | Макс Ферстаппен     | 335  |
| 2       | Шарль Леклер        | 219  |
| 3       | Серхіо Перес        | 210  |
| 4       | Джордж Расселл      | 203  |
| 5       | Карлос Сайнс (мол.) | 187  |
| Джерело |                     |      |

| Місце   | Конструктор         | Очки |
| ------- | ------------------- | ---- |
| 1       | Ред Булл — RBPT     | 545  |
| 2       | Феррарі             | 406  |
| 3       | Мерседес            | 371  |
| 4       | Альпін — Рено       | 125  |
| 5       | Макларен — Мерседес | 107  |
| Джерело |                     |      |